# Sémalens
Sémalens [semalɛ̃s] est une commune française située dans le sud du département du Tarn, en région Occitanie. Sur le plan historique et culturel, la commune est dans le Castrais, un territoire essentiellement agricole, entre la rive droite de l'Agout au sud et son affluent, le Dadou, au nord.
Exposée à un climat océanique altéré, elle est drainée par l'Agout, le Sor, le ruisseau d'Auques et par divers autres petits cours d'eau. La commune possède un patrimoine naturel remarquable : un site Natura 2000 (Les « vallées du Tarn, de l'Aveyron, du Viaur, de l'Agout et du Gijou ») et quatre zones naturelles d'intérêt écologique, faunistique et floristique.
Sémalens est une commune rurale qui compte 2 021 habitants en 2022, après avoir connu une forte hausse de la population depuis 1962. Elle fait partie de l'aire d'attraction de Castres. Ses habitants sont appelés les Sémalensois ou  Sémalensoises.
Le pont Antoinette, dit pont de l'Aiguillou, construit par Paul Séjourné en 1884 sur l'Agout pour la ligne de chemin de fer Montauban - Castres, fait partie du patrimoine historique et architectural, tandis que le pompet de Sémalens (ou poumpet selon la prononciation occitane) est la spécialité du village.
Rose Barreau (1773-1843), femme-soldat de l'an II, grenadier volontaire de l'armée des Pyrénées orientales à l'âge de 19 ans, personnalité et figure locale, est originaire de Sémalens.

## Géographie

### Localisation
La commune de Sémalens est située au cœur d'un triangle délimité par les villes de Castres (12 km), Vielmur-sur-Agout (4 km) et Soual (5 km).

### Communes limitrophes

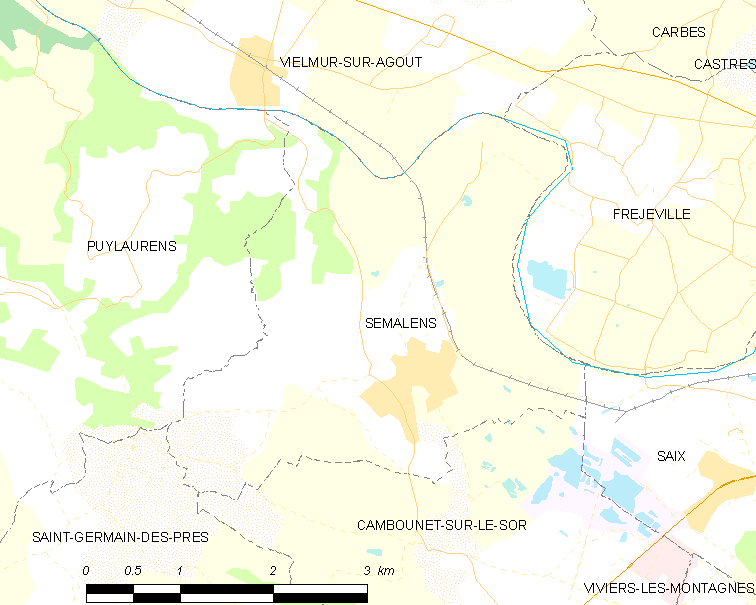

|                        | Vielmur-sur-Agout    |            |
| Puylaurens             | Sémalens             | Fréjeville |
| Saint-Germain-des-Prés | Cambounet-sur-le-Sor | Saïx       |

### Géologie et relief
La commune de Sémalens est située à la limite occidentale du bassin sédimentaire de Castres, une dépression d'orientation est-ouest axée sur la basse vallée de l'Agout, entre les monts du Sidobre à l'est, le môle de Réalmont au nord, et la montagne Noire au sud.
Le sol est composé de terrains tendres de composition molassique, sableuse ou argilo-sableuse, d'âge Éocène supérieur, avec des reliefs collinaires émoussés, parfois armés par des bancs plus durs de grès dans les monts de Saïx et de poudingues dans les collines du Puylaurentais. À l'ouest, des couches alternativement gréseuses et calcaires se traduisent, dans la topographie, par un relief en cuesta dont l'abrupt relatif domine la plaine de l'Agout à l'est.

### Accès et transports
La commune de Sémalens est traversée par la D 51 (de Puylaurens à La Crémade), et par la D 14 (de Vielmur-sur-Agout à Soual). Elle est desservie par la ligne 768 - Aussillon - Soual - Sėmalens du rėseau TarnBus.
La gare de Sémalens sur la ligne Toulouse - Castres est désaffectée. Les gares les plus proches de Sémalens se trouvent à Vielmur-sur-Agout et à Castres.

### Hydrographie
La commune est dans le bassin de la Garonne, au sein du bassin hydrographique Adour-Garonne. Elle est drainée par l'Agout, le Sor, le ruisseau d'Auques, Rieu Sonnier, le ruisseau de Joumatel, le ruisseau d'Enrécourt, le ruisseau du Rivalou et par divers petits cours d'eau, qui constituent un réseau hydrographique de 17 km de longueur totale,.
L'Agout, d'une longueur totale de 194,4 km, prend sa source dans la commune de Cambon-et-Salvergues et s'écoule d'est en ouest. Il traverse la commune et se jette dans le Tarn à Saint-Sulpice-la-Pointe, après avoir traversé 35 communes.
Le Sor, d'une longueur totale de 60,9 km, prend sa source dans la commune d'Arfons et s'écoule du nord-est au sud-ouest puis se réoriente au nord-ouest puis au nord. Il traverse la commune et se jette dans l'Agout sur le territoire communal, après avoir traversé 16 communes.

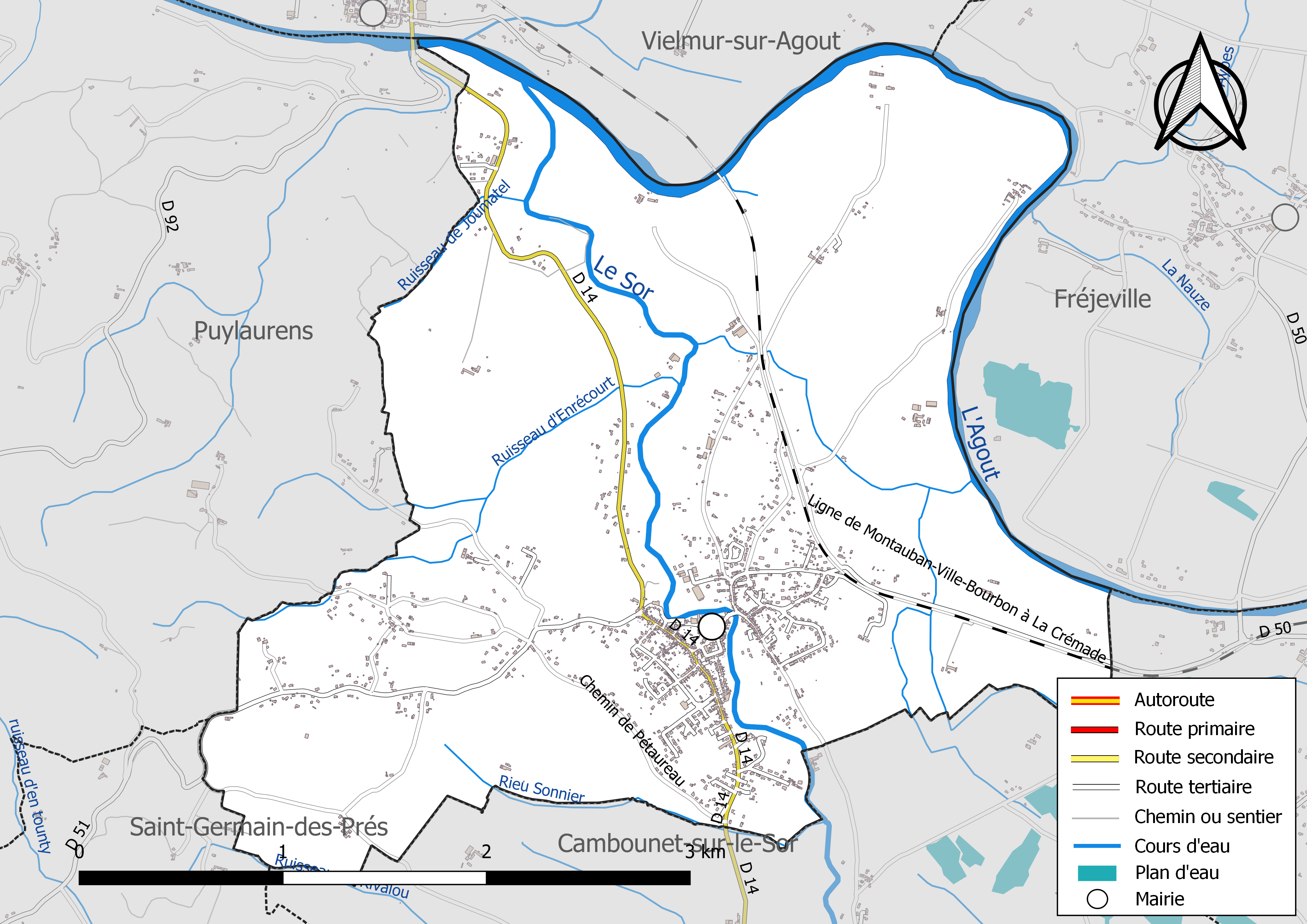
Réseaux hydrographique et routier de Sémalens.

### Climat
Pour des articles plus généraux, voir Climat de l'Occitanie et Climat du Tarn.
En 2010, le climat de la commune est de type climat du Bassin du Sud-Ouest, selon une étude du Centre national de la recherche scientifique s'appuyant sur une série de données couvrant la période 1971-2000. En 2020, Météo-France publie une typologie des climats de la France métropolitaine dans laquelle la commune est exposée à un climat océanique altéré et est dans la région climatique Aquitaine, Gascogne, caractérisée par une pluviométrie abondante au printemps, modérée en automne, un faible ensoleillement au printemps, un été chaud (19,5 °C), des vents faibles, des brouillards fréquents en automne et en hiver et des orages fréquents en été (15 à 20 jours).
Pour la période 1971-2000, la température annuelle moyenne est de 13,6 °C, avec une amplitude thermique annuelle de 16 °C. Le cumul annuel moyen de précipitations est de 731 mm, avec 8,9 jours de précipitations en janvier et 5,3 jours en juillet. Pour la période 1991-2020, la température moyenne annuelle observée sur la station météorologique de Météo-France la plus proche, « Puylaurens », sur la commune de Puylaurens à 8 km à vol d'oiseau, est de 14,4 °C et le cumul annuel moyen de précipitations est de 782,0 mm. 
La température maximale relevée sur cette station est de 42,5 °C, atteinte le 13 août 2003 ; la température minimale est de −16,5 °C, atteinte le 16 janvier 1985,,.
Les paramètres climatiques de la commune ont été estimés pour le milieu du siècle (2041-2070) selon différents scénarios d'émission de gaz à effet de serre à partir des nouvelles projections climatiques de référence DRIAS-2020. Ils sont consultables sur un site dédié publié par Météo-France en novembre 2022.

### Milieux naturels et biodiversité

#### Réseau Natura 2000

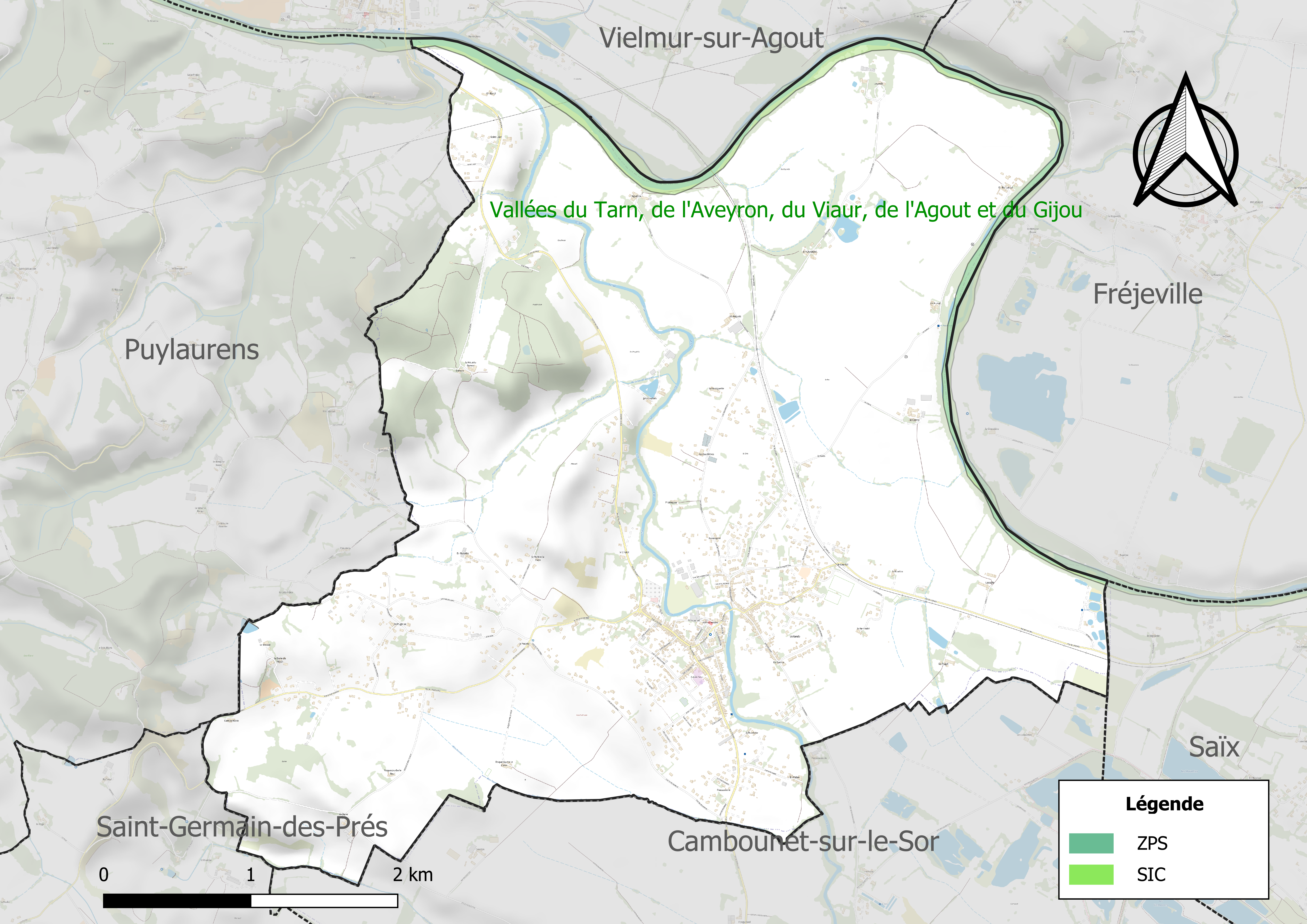
Site Natura 2000 sur le territoire communal.

Le réseau Natura 2000 est un réseau écologique européen de sites naturels d'intérêt écologique élaboré à partir des directives habitats et oiseaux, constitué de zones spéciales de conservation (ZSC) et de zones de protection spéciale (ZPS).
Un site Natura 2000 a été défini sur la commune au titre de la directive habitats : Les « vallées du Tarn, de l'Aveyron, du Viaur, de l'Agout et du Gijou », d'une superficie de 17 144 ha, s'étendant sur 136 communes dont 41 dans l'Aveyron, 8 en Haute-Garonne, 50 dans le Tarn et 37 dans le Tarn-et-Garonne. Elles présentent une très grande diversité d'habitats et d'espèces dans ce vaste réseau de cours d'eau et de gorges. La présence de la Loutre d'Europe et de la moule perlière d'eau douce est également d'un intérêt majeur.

#### Zones naturelles d'intérêt écologique, faunistique et floristique
L’inventaire des zones naturelles d'intérêt écologique, faunistique et floristique (ZNIEFF) a pour objectif de réaliser une couverture des zones les plus intéressantes sur le plan écologique, essentiellement dans la perspective d’améliorer la connaissance du patrimoine naturel national et de fournir aux différents décideurs un outil d’aide à la prise en compte de l’environnement dans l’aménagement du territoire.
Trois ZNIEFF de type 1 sont recensées sur la commune :
- les « bois et coteaux de Sémalens et butte de Laudrandié » (414 ha), couvrant 3 communes du département[18] ;
- les « gravières de Cambounet-sur-le-Sor » (113 ha), couvrant 3 communes du département[19] ;
- les « gravières de la Ginestière et bords de l'Agoût » (89 ha), couvrant 3 communes du département[20] ;

et une ZNIEFF de type 2, : 
les « rivières Agoût et Tarn de Burlats à Buzet-sur-Tarn » (1 364 ha), couvrant 24 communes du département.

Carte des ZNIEFF de type 1 et 2 à Sémalens.
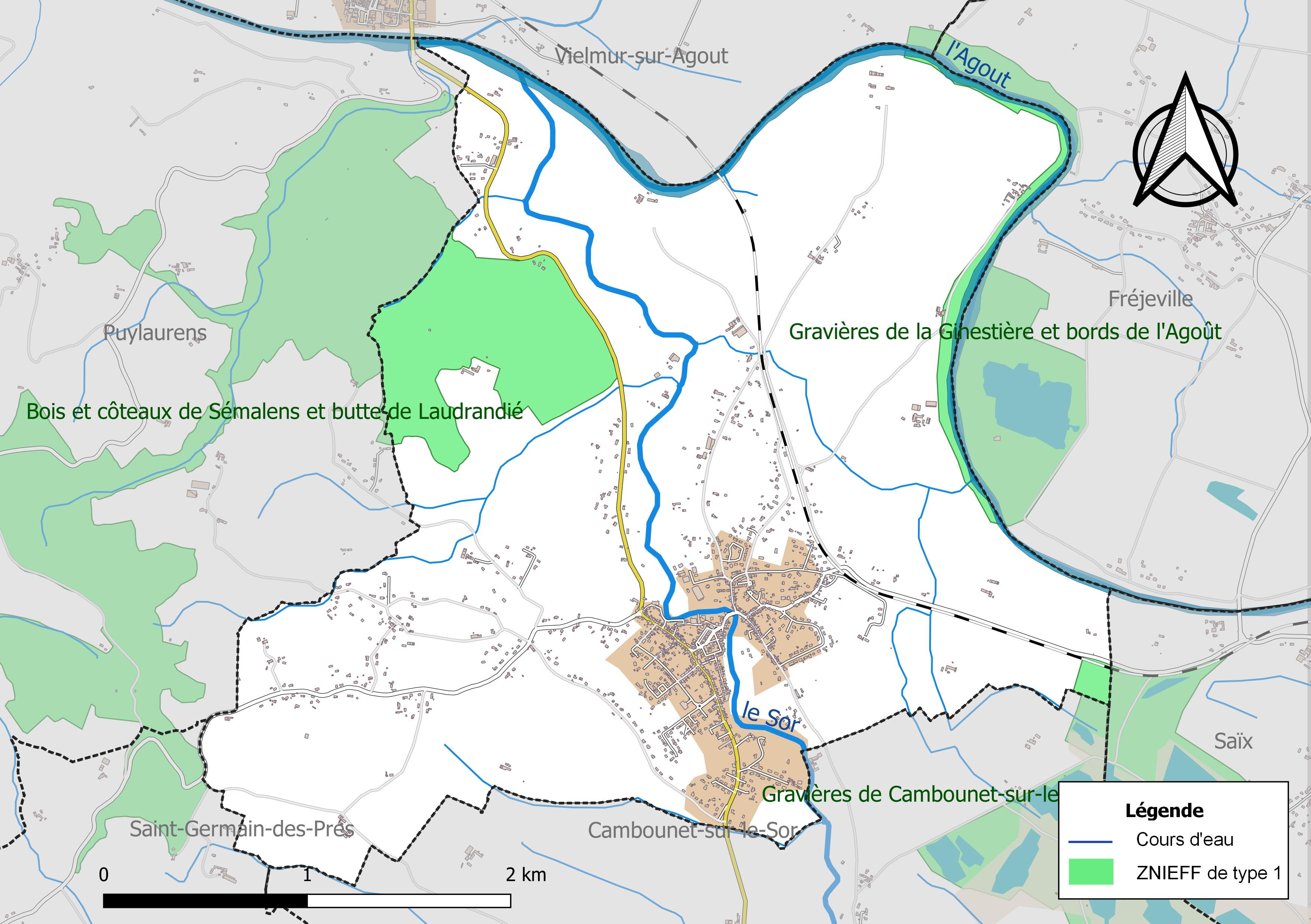
Carte des ZNIEFF de type 1 sur la commune.
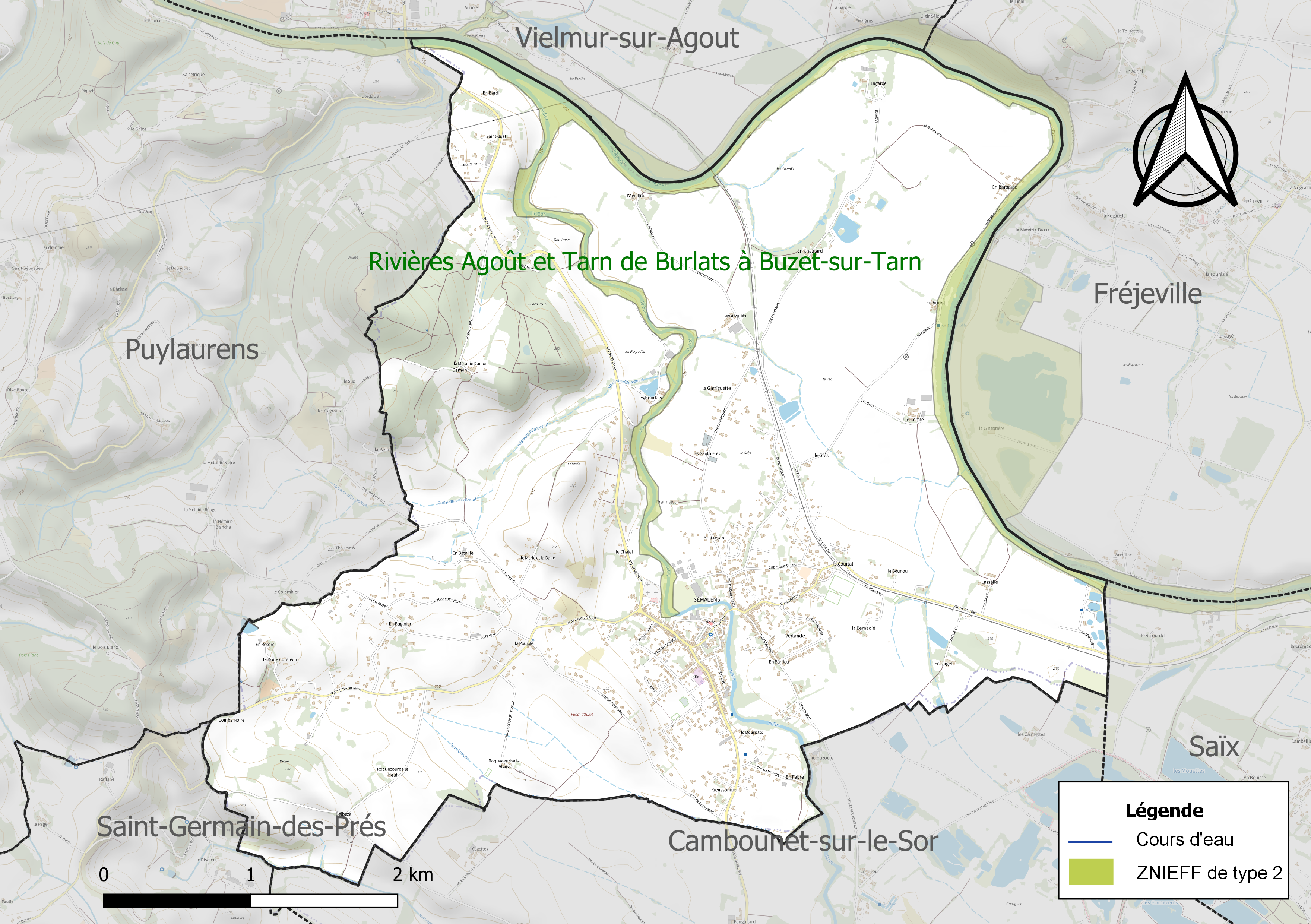
Carte de la ZNIEFF de type 2 sur la commune.

## Urbanisme

### Typologie
Au 1er janvier 2024, Sémalens est catégorisée commune rurale à habitat dispersé, selon la nouvelle grille communale de densité à sept niveaux définie par l'Insee en 2022.
Elle est située hors unité urbaine. Par ailleurs la commune fait partie de l'aire d'attraction de Castres, dont elle est une commune de la couronne,. Cette aire, qui regroupe 55 communes, est catégorisée dans les aires de 50 000 à moins de 200 000 habitants,.

### Occupation des sols
L'occupation des sols de la commune, telle qu'elle ressort de la base de données européenne d’occupation biophysique des sols Corine Land Cover (CLC), est marquée par l'importance des territoires agricoles (79,4 % en 2018), en diminution par rapport à 1990 (89,4 %). La répartition détaillée en 2018 est la suivante : 
terres arables (46,9 %), zones agricoles hétérogènes (26,1 %), zones urbanisées (14,9 %), prairies (6,4 %), forêts (5,7 %). L'évolution de l’occupation des sols de la commune et de ses infrastructures peut être observée sur les différentes représentations cartographiques du territoire : la carte de Cassini (XVIIIe siècle), la carte d'état-major (1820-1866) et les cartes ou photos aériennes de l'IGN pour la période actuelle (1950 à aujourd'hui).

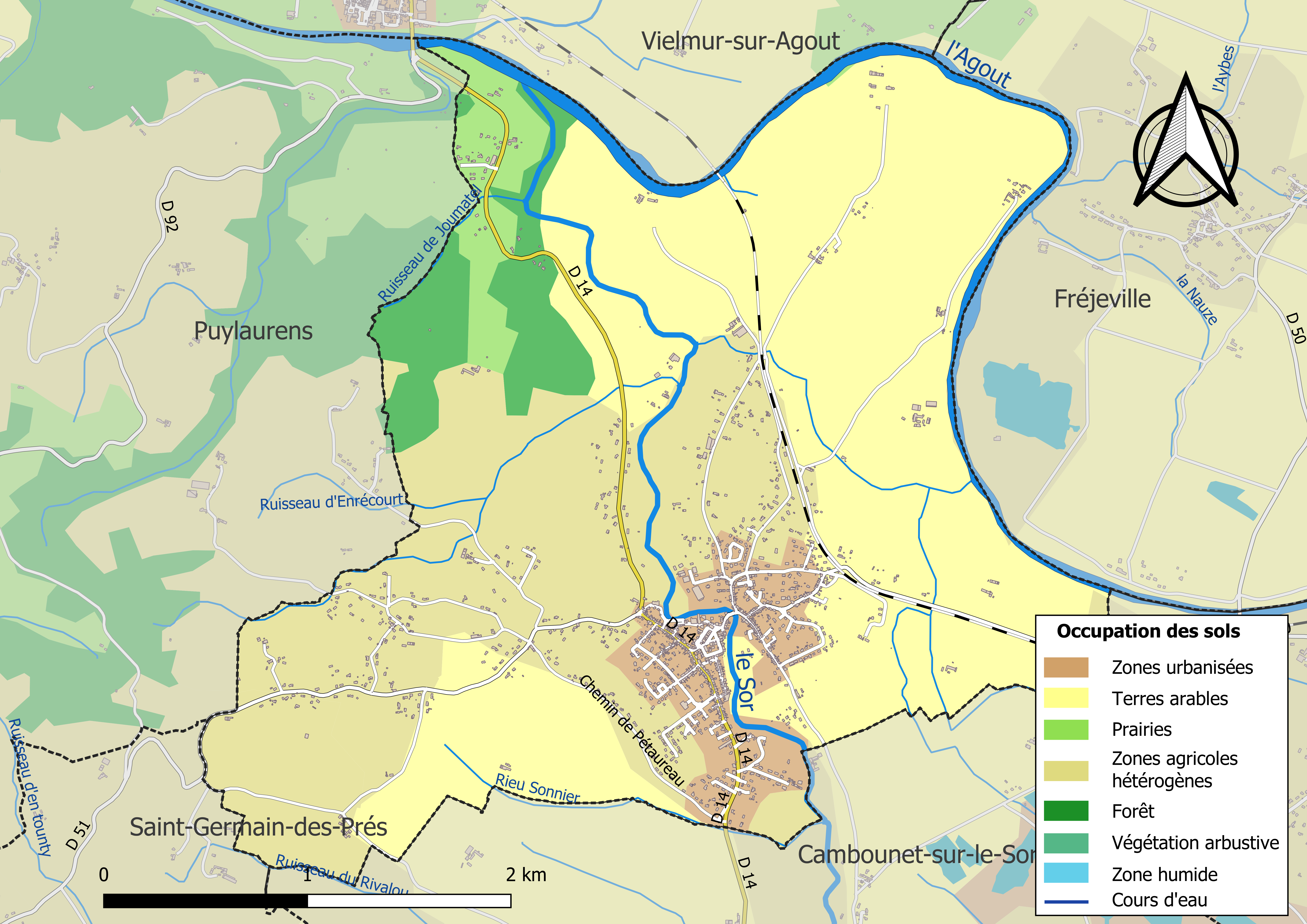
Carte des infrastructures et de l'occupation des sols de la commune en 2018 (CLC).

### Risques majeurs
Le territoire de la commune de Sémalens est vulnérable à différents aléas naturels : météorologiques (tempête, orage, neige, grand froid, canicule ou sécheresse), inondations, mouvements de terrains et séisme (sismicité très faible). Il est également exposé à deux risques technologiques, le transport de matières dangereuses et la rupture d'un barrage. Un site publié par le BRGM permet d'évaluer simplement et rapidement les risques d'un bien localisé soit par son adresse soit par le numéro de sa parcelle.

#### Risques naturels
Certaines parties du territoire communal sont susceptibles d’être affectées par le risque d’inondation par débordement de cours d'eau, notamment l'Agout et le Sor. La cartographie des zones inondables en ex-Midi-Pyrénées réalisée dans le cadre du XIe Contrat de plan État-région, visant à informer les citoyens et les décideurs sur le risque d’inondation, est accessible sur le site de la DREAL Occitanie. La commune a été reconnue en état de catastrophe naturelle au titre des dommages causés par les inondations et coulées de boue survenues en 1982, 1992, 1996, 1999, 2000, 2003, 2013, 2018 et 2020,.
Sémalens est exposée au risque de feu de forêt. En 2022, il n'existe pas de Plan de Prévention des Risques incendie de forêt (PPRif). Le débroussaillement aux abords des maisons constitue l’une des meilleures protections pour les particuliers contre le feu,.

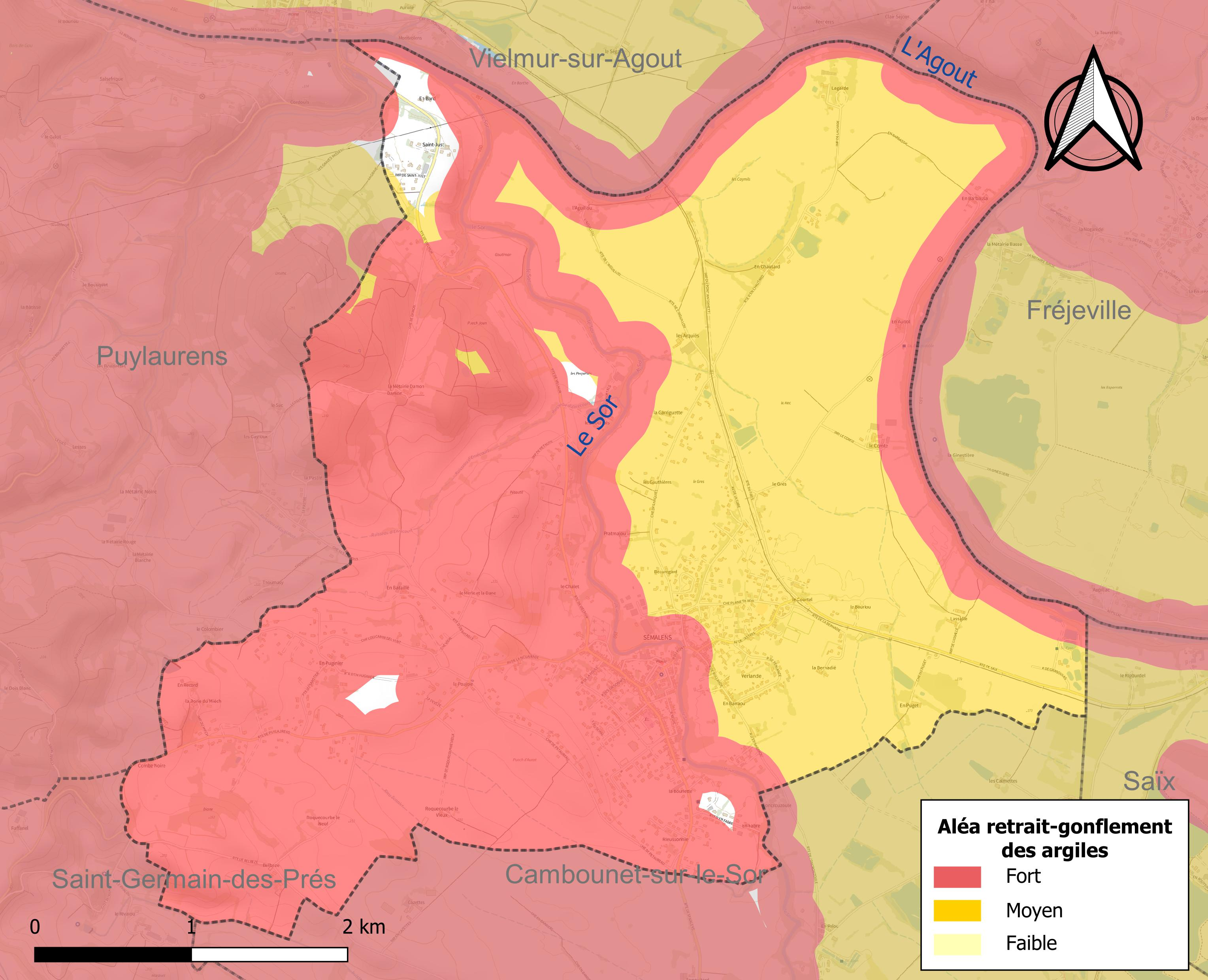
Carte des zones d'aléa retrait-gonflement des sols argileux de Sémalens.

La commune est vulnérable au risque de mouvements de terrains constitué principalement du retrait-gonflement des sols argileux. Cet aléa est susceptible d'engendrer des dommages importants aux bâtiments en cas d’alternance de périodes de sécheresse et de pluie. 98,1 % de la superficie communale est en aléa moyen ou fort (76,3 % au niveau départemental et 48,5 % au niveau national). Sur les 939 bâtiments dénombrés sur la commune en 2019, 919 sont en aléa moyen ou fort, soit 98 %, à comparer aux 90 % au niveau départemental et 54 % au niveau national. Une cartographie de l'exposition du territoire national au retrait gonflement des sols argileux est disponible sur le site du BRGM,.
Par ailleurs, afin de mieux appréhender le risque d’affaissement de terrain, l'inventaire national des cavités souterraines permet de localiser celles situées sur la commune.

#### Risques technologiques
Le risque de transport de matières dangereuses sur la commune est lié à sa traversée par des infrastructures routières ou ferroviaires importantes ou la présence d'une canalisation de transport d'hydrocarbures. Un accident se produisant sur de telles infrastructures est susceptible d’avoir des effets graves sur les biens, les personnes ou l'environnement, selon la nature du matériau transporté. Des dispositions d’urbanisme peuvent être préconisées en conséquence.
La commune est en outre située en aval d'un barrage de classe A. À ce titre elle est susceptible d’être touchée par l’onde de submersion consécutive à la rupture de cet ouvrage.

## Toponymie
Sémalens est un nom d'origine germanique, formé de Semela ou Sémélé, du grec Ζεμελώ, nom de divinité phrygienne, et du suffixe germanique ing, indiquant une propriété, soit « le Domaine de Sémélé ».
Semelingus était cité dès le début du IXe siècle, puis Semalenx en 1277,.
En occitan, un semal ou semàou est le nom de la cuve en bois (la comporte) servant à transporter le raisin de la vigne au pressoir. Un lien entre cet usage linguistique et le choix du blasonnement du village est probable.

## Histoire
Un peuplement primitif  semble s’être établi au confluent du Sor et de l’Agoût (lieu-dit Agulhon) en raison de la découverte de haches néolithiques.
Le premier document sur l’existence du village date du VIIe siècle où Semelingus fut donné à St Didier, évêque de Cahors.
De 1261 à 1284 le fief appartenait à Raimundus Berenganus, abbé de la puissante abbaye St Benoît de Castres.
En 1277 Semelingus est devenu Semalenx. En 1328 le fief passa à la vicomté de Lautrec. En 1477 les principaux taillables (imposables) étaient : Peyre Berenguier, Mme de Vielmur, le vénérable chapitre de Lavaur et Johan Bastard de la Bastardié.
La famille Berenguier posséda Sémalens du Xe siècle jusqu’en 1722. D’après les coutumes de Sémalens chaque année, le jour de la St Barthélémy, le seigneur choisissait 3 consuls parmi les 6 candidats proposés par les 3 consuls précédents. Ils géraient  les affaires courantes.
Pendant les guerres de religion le village était une place forte catholique. Le vicomte de Paulin, protestant, à la tête de soldats de Vielmur et Puylaurens, fit mettre le siège devant le village en février 1560. Les soldats de Sémalens sortirent des fortifications et il y eut 45 tués. Les 23 et 24 août 1575 les protestants prirent à nouveau le château de Sémalens.
En 1631 et 1652 une épidémie de peste toucha le village. L’église, en ruine après les guerres de religion, fut reconstruite en 1655-1656.
Les seigneurs Bérenguier (ou Brenguier) dans la misère ont vendu leur seigneurie au comte de Belle Isle qui la cèda en 1741 à l’abbesse de Vielmur. En 1770 on construisit un pont sur les fossés. Le village comptait environ 500 à 600 habitants au début du XVIIIe siècle pour atteindre 700 en 1789 lors de la création de la commune. Une épidémie de suette qui fit 70 morts la ravagea entre 1852 et 1856. Vers 1860 le village comptait de nombreux ateliers de tissage, une filature et s'est spécialisé dans la production de castraise (tissu grossier). À la fin du XIXe siècle Sémalens était réputé aussi pour la culture de céréales de toutes espèces, de légumes, de fruits et de son vin de bonne qualité. En 1883, l’école publique fut créée. Le pont Antoinette ou pont de l Aiguillou bâti par Paul Séjourne, magnifique ouvrage sur l’Agoût, fut inauguré en 1888 par la Compagnie du Midi. En 1894 inauguration du superbe bâtiment de la mairie et des écoles. Pendant la guerre 14-18 le village perdra 31 soldats, 2 furent tués en 39-45. L’électrification du village fut votée en 1923. En 1948 le blason de Sémalens est déposé.

## Politique et administration
Sémalens fait partie de la Communauté de communes Sor et Agout.

### Jumelages
Sémalens n'est jumelée avec aucune autre ville.

## Population et société

### Démographie

#### Évolution démographique
L'évolution du nombre d'habitants est connue à travers les recensements de la population effectués dans la commune depuis 1793. Pour les communes de moins de 10 000 habitants, une enquête de recensement portant sur toute la population est réalisée tous les cinq ans, les populations de référence des années intermédiaires étant quant à elles estimées par interpolation ou extrapolation. Pour la commune, le premier recensement exhaustif entrant dans le cadre du nouveau dispositif a été réalisé en 2004.

En 2022, la commune comptait 2 021 habitants, en évolution de +0,1 % par rapport à 2016 (Tarn : +2,52 %, France hors Mayotte : +2,11 %).
| 1793 | 1800 | 1806 | 1821 | 1831 | 1836  | 1841  | 1846  | 1851  |
| ---- | ---- | ---- | ---- | ---- | ----- | ----- | ----- | ----- |
| 628  | 788  | 915  | 955  | 959  | 1 068 | 1 165 | 1 323 | 1 326 |

| 1856  | 1861  | 1866  | 1872  | 1876  | 1881  | 1886  | 1891  | 1896  |
| ----- | ----- | ----- | ----- | ----- | ----- | ----- | ----- | ----- |
| 1 345 | 1 443 | 1 582 | 1 914 | 1 894 | 1 753 | 1 670 | 1 513 | 1 335 |

| 1901  | 1906  | 1911  | 1921 | 1926 | 1931 | 1936 | 1946 | 1954 |
| ----- | ----- | ----- | ---- | ---- | ---- | ---- | ---- | ---- |
| 1 169 | 1 150 | 1 083 | 880  | 933  | 858  | 908  | 885  | 953  |

| 1962 | 1968  | 1975  | 1982  | 1990  | 1999  | 2004  | 2006  | 2009  |
| ---- | ----- | ----- | ----- | ----- | ----- | ----- | ----- | ----- |
| 977  | 1 004 | 1 232 | 1 412 | 1 651 | 1 843 | 1 981 | 2 011 | 1 976 |

| 2014  | 2019  | 2022  | - | - | - | - | - | - |
| ----- | ----- | ----- | - | - | - | - | - | - |
| 2 042 | 2 008 | 2 021 | - | - | - | - | - | - |

#### Pyramide des âges
En 2018, le taux de personnes d'un âge inférieur à 30 ans s'élève à 29,2 %, soit en dessous de la moyenne départementale (30,7 %). De même, le taux de personnes d'âge supérieur à 60 ans est de 29,7 % la même année, alors qu'il est de 31,9 % au niveau départemental.
En 2018, la commune comptait 990 hommes pour 1 021 femmes, soit un taux de 50,77 % de femmes, légèrement inférieur au taux départemental (51,78 %).
Les pyramides des âges de la commune et du département s'établissent comme suit.
| Hommes | Classe d’âge | Femmes |
| ------ | ------------ | ------ |
| 0,8    | 90 ou +      | 1,3    |
| 9,0    | 75-89 ans    | 9,9    |
| 18,5   | 60-74 ans    | 19,9   |
| 23,0   | 45-59 ans    | 23,2   |
| 16,7   | 30-44 ans    | 19,1   |
| 13,6   | 15-29 ans    | 12,0   |
| 18,3   | 0-14 ans     | 14,6   |

| Hommes | Classe d’âge | Femmes |
| ------ | ------------ | ------ |
| 1,2    | 90 ou +      | 2,8    |
| 9,5    | 75-89 ans    | 12,2   |
| 19,6   | 60-74 ans    | 20,1   |
| 20,7   | 45-59 ans    | 20,1   |
| 16,7   | 30-44 ans    | 16,3   |
| 15,4   | 15-29 ans    | 13,3   |
| 17     | 0-14 ans     | 15,1   |

### Manifestations culturelles et festivités
La fête de Sémalens a lieu chaque année lors du week-end de la Saint-Michel (le 29 septembre).

### Équipements culturels
Sémalens dispose d'une MJC, d'une bibliothèque municipale et d'un cinéma.

## Économie

### Revenus
En 2018, la commune compte 858 ménages fiscaux, regroupant 2 054 personnes. La médiane du revenu disponible par unité de consommation est de 20 850 € (20 400 € dans le département). 44 % des ménages fiscaux sont imposés (42,8 % dans le département).

### Emploi
|                | 2008  | 2013  | 2018  |
| -------------- | ----- | ----- | ----- |
| Commune        | 7,8 % | 7,4 % | 8,6 % |
| Département    | 8,2 % | 9,9 % | 10 %  |
| France entière | 8,3 % | 10 %  | 10 %  |

En 2018, la population âgée de 15 à 64 ans s'élève à 1 222 personnes, parmi lesquelles on compte 75,9 % d'actifs (67,3 % ayant un emploi et 8,6 % de chômeurs) et 24,1 % d'inactifs,. Depuis 2008, le taux de chômage communal (au sens du recensement) des 15-64 ans est inférieur à celui de la France et du département.
La commune fait partie de la couronne de l'aire d'attraction de Castres, du fait qu'au moins 15 % des actifs travaillent dans le pôle,. Elle compte 214 emplois en 2018, contre 224 en 2013 et 247 en 2008. Le nombre d'actifs ayant un emploi résidant dans la commune est de 832, soit un indicateur de concentration d'emploi de 25,7 % et un taux d'activité parmi les 15 ans ou plus de 55,8 %.
Sur ces 832 actifs de 15 ans ou plus ayant un emploi, 115 travaillent dans la commune, soit 14 % des habitants. Pour se rendre au travail, 93 % des habitants utilisent un véhicule personnel ou de fonction à quatre roues, 1,2 % les transports en commun, 2 % s'y rendent en deux-roues, à vélo ou à pied et 3,7 % n'ont pas besoin de transport (travail au domicile).

### Activités hors agriculture

#### Secteurs d'activités
123 établissements sont implantés  à Sémalens au 31 décembre 2019. Le tableau ci-dessous en détaille le nombre par secteur d'activité et compare les ratios avec ceux du département,.
| Secteur d'activité                                                                                        | Commune | Commune | Département |
| Secteur d'activité                                                                                        | Nombre  | %       | %           |
| --- | ------- | ------- | ----------- |
| Ensemble                                                                                                  | 123     |         |             |
| Industrie manufacturière, industries extractives et autres                                                | 18      | 14,6 %  | (13 %)      |
| Construction                                                                                              | 16      | 13 %    | (12,5 %)    |
| Commerce de gros et de détail, transports, hébergement et restauration                                    | 37      | 30,1 %  | (26,7 %)    |
| Information et communication                                                                              | 3       | 2,4 %   | (2,1 %)     |
| Activités financières et d'assurance                                                                      | 4       | 3,3 %   | (3,3 %)     |
| Activités spécialisées, scientifiques et techniques et activités de services administratifs et de soutien | 10      | 8,1 %   | (13,8 %)    |
| Administration publique, enseignement, santé humaine et action sociale                                    | 22      | 17,9 %  | (15,5 %)    |
| Autres activités de services                                                                              | 13      | 10,6 %  | (9 %)       |

Le secteur du commerce de gros et de détail, des transports, de l'hébergement et de la restauration est prépondérant sur la commune puisqu'il représente 30,1 % du nombre total d'établissements de la commune (37 sur les 123 entreprises implantées  à Sémalens), contre 26,7 % au niveau départemental.

#### Entreprises et commerces
L'entreprise ayant son siège social sur le territoire communal qui génère le plus de chiffre d'affaires en 2020 est : 
- ETS Alain Rouffiac Et Fils, travaux d'installation d'eau et de gaz en tous locaux (881 k€)

### Agriculture
La commune est dans la « plaine de l'Albigeois et du Castrais », une petite région agricole occupant le centre du département du Tarn. En 2020, l'orientation technico-économique de l'agriculture  sur la commune est la polyculture et/ou le polyélevage.
|               | 1988 | 2000 | 2010 | 2020 |
| ------------- | ---- | ---- | ---- | ---- |
| Exploitations | 38   | 20   | 21   | 10   |
| SAU (ha)      | 791  | 591  | 401  | 553  |

Le nombre d'exploitations agricoles en activité et ayant leur siège dans la commune est passé de 38 lors du recensement agricole de 1988  à 20 en 2000 puis à 21 en 2010 et enfin à 10 en 2020, soit une baisse de 74 % en 32 ans. Le même mouvement est observé à l'échelle du département qui a perdu pendant cette période 58 % de ses exploitations,. La surface agricole utilisée sur la commune a également diminué, passant de 791 ha en 1988 à 553 ha en 2020. Parallèlement la surface agricole utilisée moyenne par exploitation a augmenté, passant de 21 à 55 ha.

### Emploi
En 2012, le nombre total d'actifs sur la commune de Sémalens était de 716, se répartissant dans les divers secteurs économiques comme suit :
|                   | Tertiaire | Industrie | Construction | Agriculture |
| ----------------- | --------- | --------- | ------------ | ----------- |
| Sémalens          | 52,5 %    | 26,6 %    | 16,8 %       | 4,2 %       |
| Moyenne nationale | 71,5 %    | 18,3 %    | 6,1 %        | 4,1 %       |

Le taux de chômage était de 12,2 % en 2006, et de 10,6 % en 2011.

## Culture locale et patrimoine

### Lieux et monuments
- Le pont Antoinette, dit pont de l'Aiguillou, construit par Paul Séjourné en 1884 sur l'Agout pour la ligne de chemin de fer Montauban - Castres.
- Église Saint-Michel de Sémalens en partie gothique, datant du XVe siècle, avec bénitier Renaissance, objet classé Monument historique[49] en 1911. Ce bénitier, frappé du blason royal, serait l’œuvre en 1546 du sculpteur italien Benvenuto Cellini attiré à la cour du roi François 1er. Une vouivre sur l'un des chapiteaux de la nef est appelée « la pierre du diable »[50]. L'église a été remaniée en  1610-1613 et reconstruite en partie à la fin du XVIIe siècle après les guerres de religion, puis agrandie en 1843. Le clocher a été élevé en 1708. Pointu à l'origine, sa toiture a été refaite en 1905[51].
- Les Promenades : place à platanes construite autour du cœur de l'ancien village fortifié.

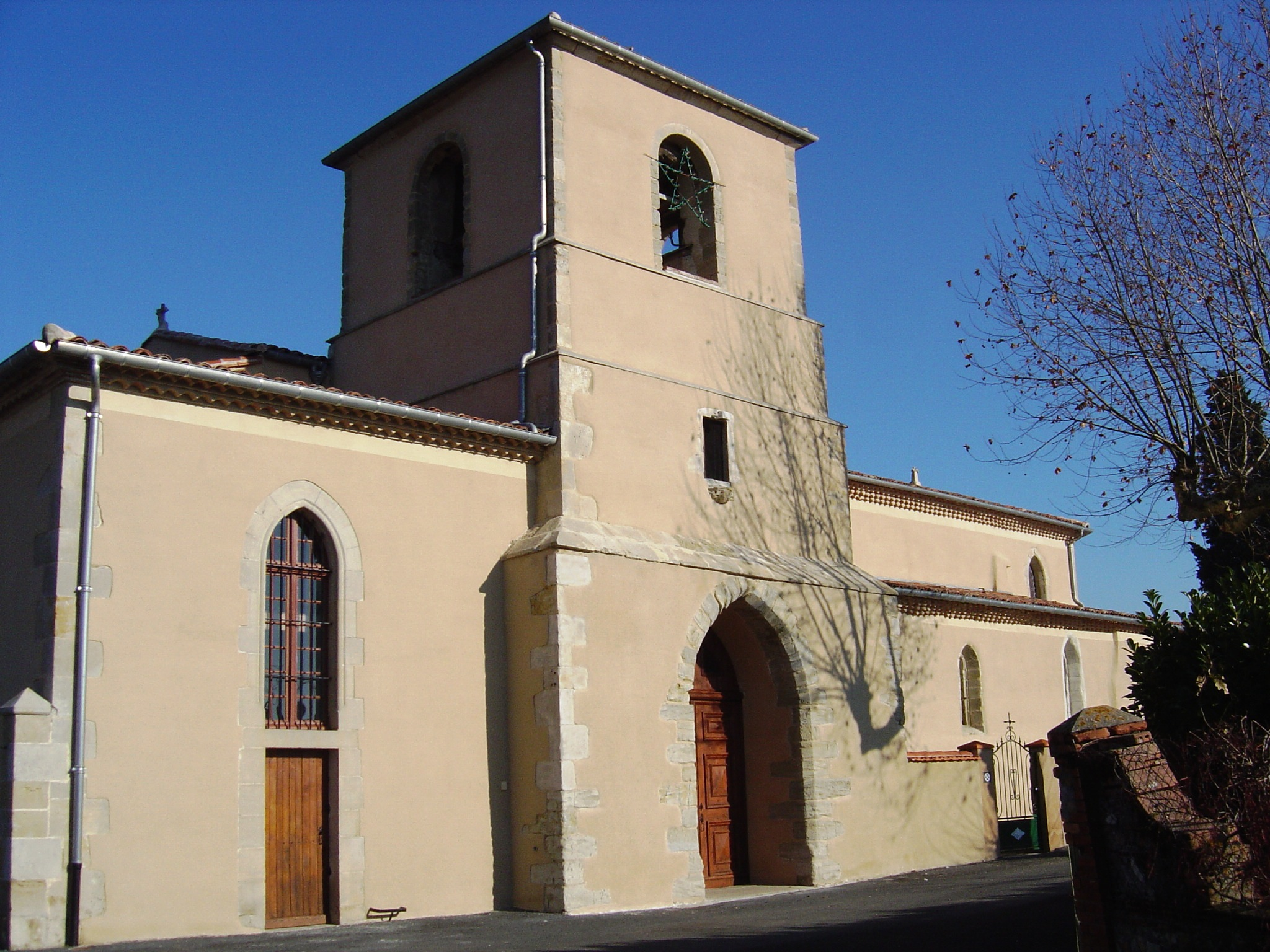
L'église Saint-Michel.
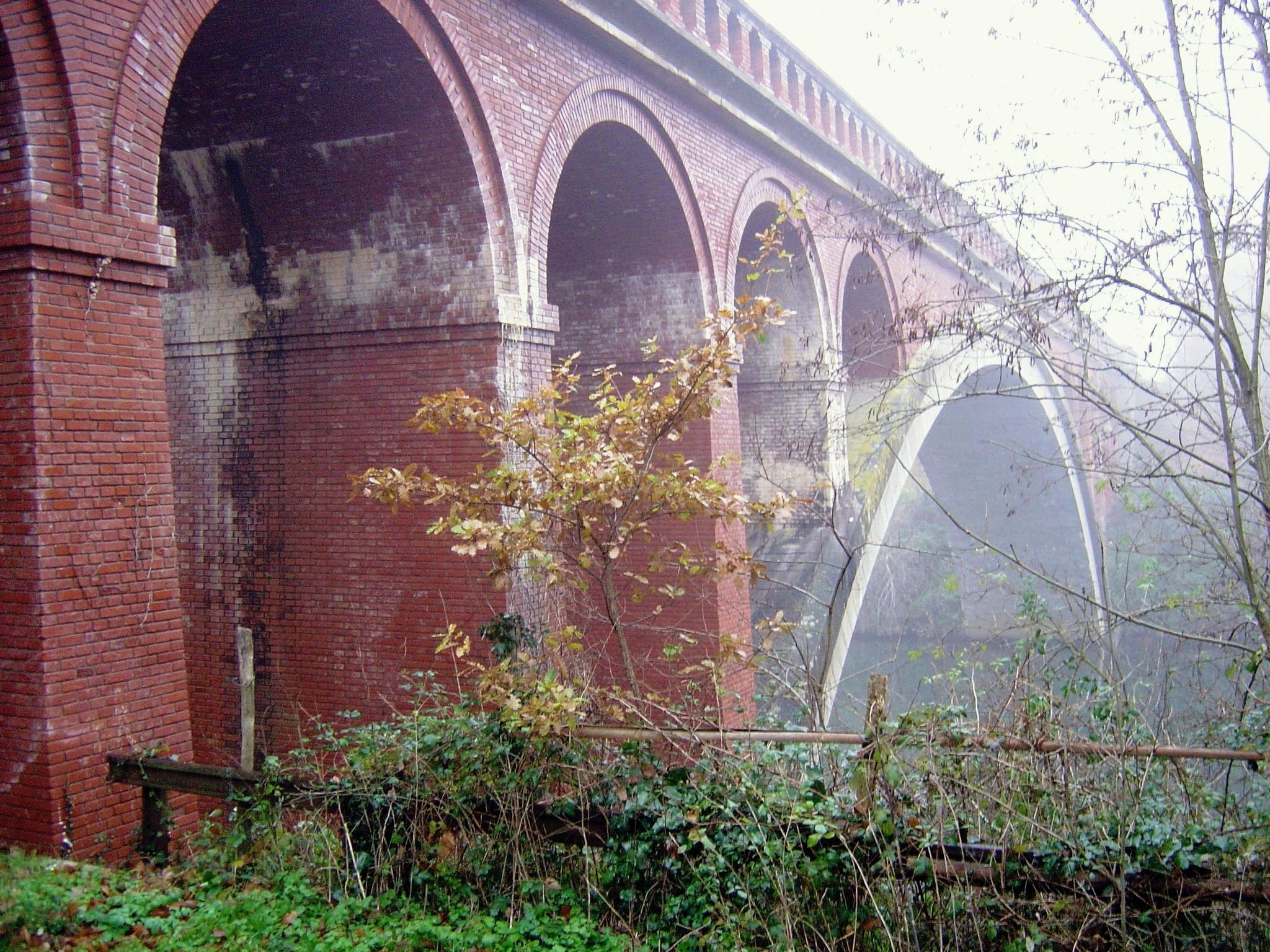
Pont de l'Aiguillou.

### Patrimoine environnemental
Près de Sémalens se trouve une importante réserve ornithologique naturelle, avec de nombreux points d'observation de la faune, ainsi que le centre de loisirs des étangs, qui propose autour de plusieurs plans d'eau diverses activités (camping, voile, canoë, centre équestre).

### Spécialités culinaires ou gastronomiques
Le pompet de Sémalens (ou poumpet selon la prononciation occitane) est un gâteau à base de pâte feuilletée et sucrée, au citron et à la graisse d'oie. Il se mange froid ou tiède.

### Personnalités liées à la commune
Rose-Alexandrine « Liberté » Barreau (1773-1843), originaire de Sémalens, femme-soldat de l'an II, grenadier volontaire de l'armée des Pyrénées orientales à l'âge de 19 ans sous le commandement de Théophile-Malo de La Tour d'Auvergne-Corret. Elle s'illustra notamment pour son rôle au sein du 2e bataillon du Tarn dans les actions de Bera-Vera de Bidasoa et de Biriatou.

### Héraldique
[réf. souhaitée]
| Sémalens | Son blasonnement est : De gueules à une comporte de vendange au naturel, contenant une grappe de raisin feuillée et tigée au naturel, au chef d'azur chargé de trois fleurs de lys d'or. - Variantes : - De gueules à la comporte de vendange d'or contenant une grappe de raisin d'argent feuillée et tigée de sinople ; au chef d'azur chargé de trois fleurs de lis d'or. - D'azur à l'échalas d'or chargé d'une grappe de raisin d'argent, surmonté de trois fleurs de lis d'or mal ordonnées. |